# Neomorphus geoffroyi geoffroyi
O jacu-estalo possui uma grande variedade de subespécies e a Neomorphus geoffroyi geoffroyi é uma delas sendo nativa do bioma Caatinga. Considerada Criticamente Ameaçada e até mesmo Possivelmente Extinta segundo o ICMBio.

## Ocorrência
Ocorre na Bahia, nos municípios de Sento Sé e Campo Formoso. É possível que exemplares registrados na região do Boqueirão da Onça, na Bahia, pertençam a este táxon, mas essa hipótese requer confirmação. De toda forma, a população desta subespécie é certamente menor que 50 indivíduos maduros.